# Ꝗ
Cette page contient des caractères spéciaux ou non latins. S’ils s’affichent mal (▯, ?, etc.), consultez la page d’aide Unicode.
Ꝗ (minuscule : ꝗ), appelé q barré à travers la descendante ou à travers le jambage inférieur, est une lettre additionnelle formée d'un q diacrité par une barre inscrite à travers le jambage inférieur. Elle était utilisée comme abréviation par les scribes du Moyen Âge en latin pour quam, que, quan- (ꝗdo → quando, ꝗtum → quantum), qui- (ꝗlꝫ → quilibet, ꝗdem → quidem), en irlandais pour ar. Il a aussi été utilisé dans les alphabets avar, dargwa, lak et lezghien de 1928, et dans l’alphabet tsakhur latin des années 1930.

## Utilisation
Le q barré à travers la descendante a aussi été utilisé en français pour « que ».

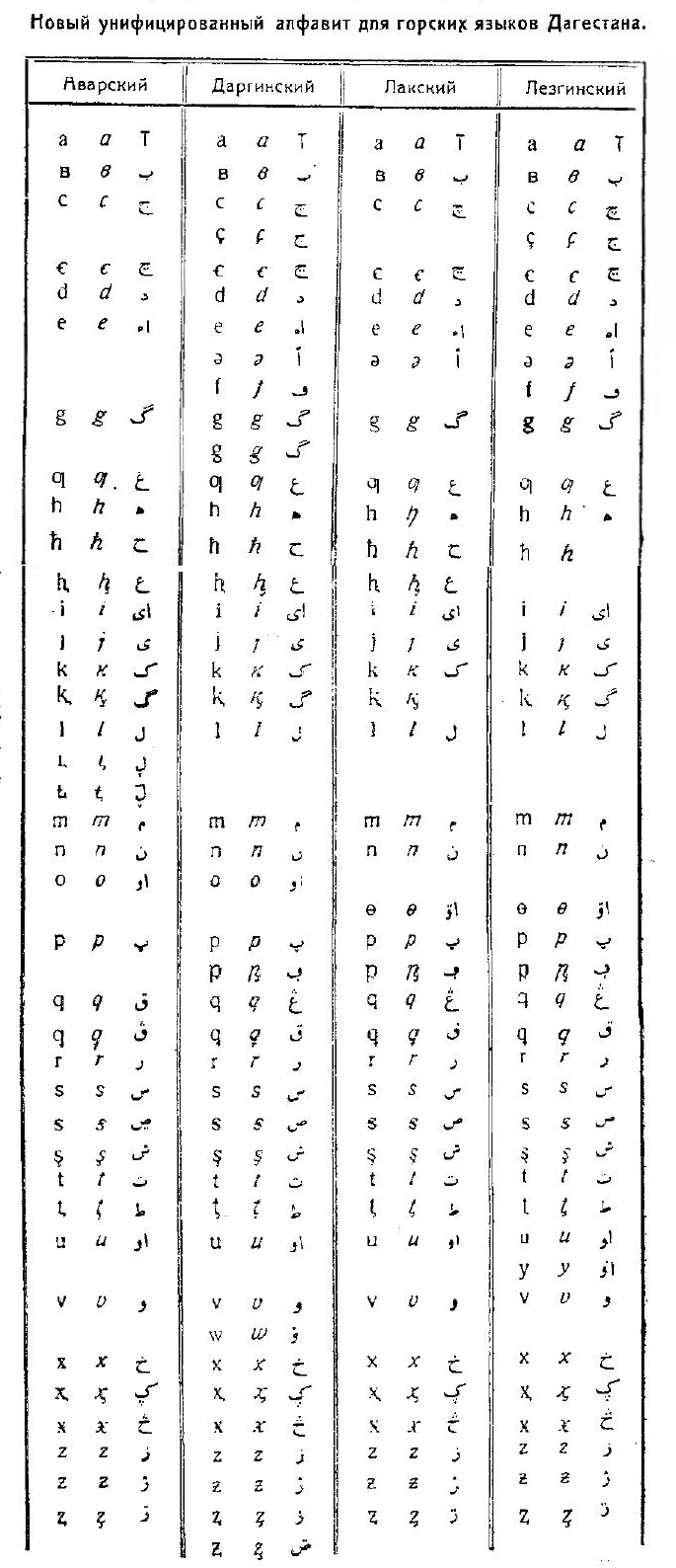
Alphabets avar, dargwa, lak et lezghien de 1928.

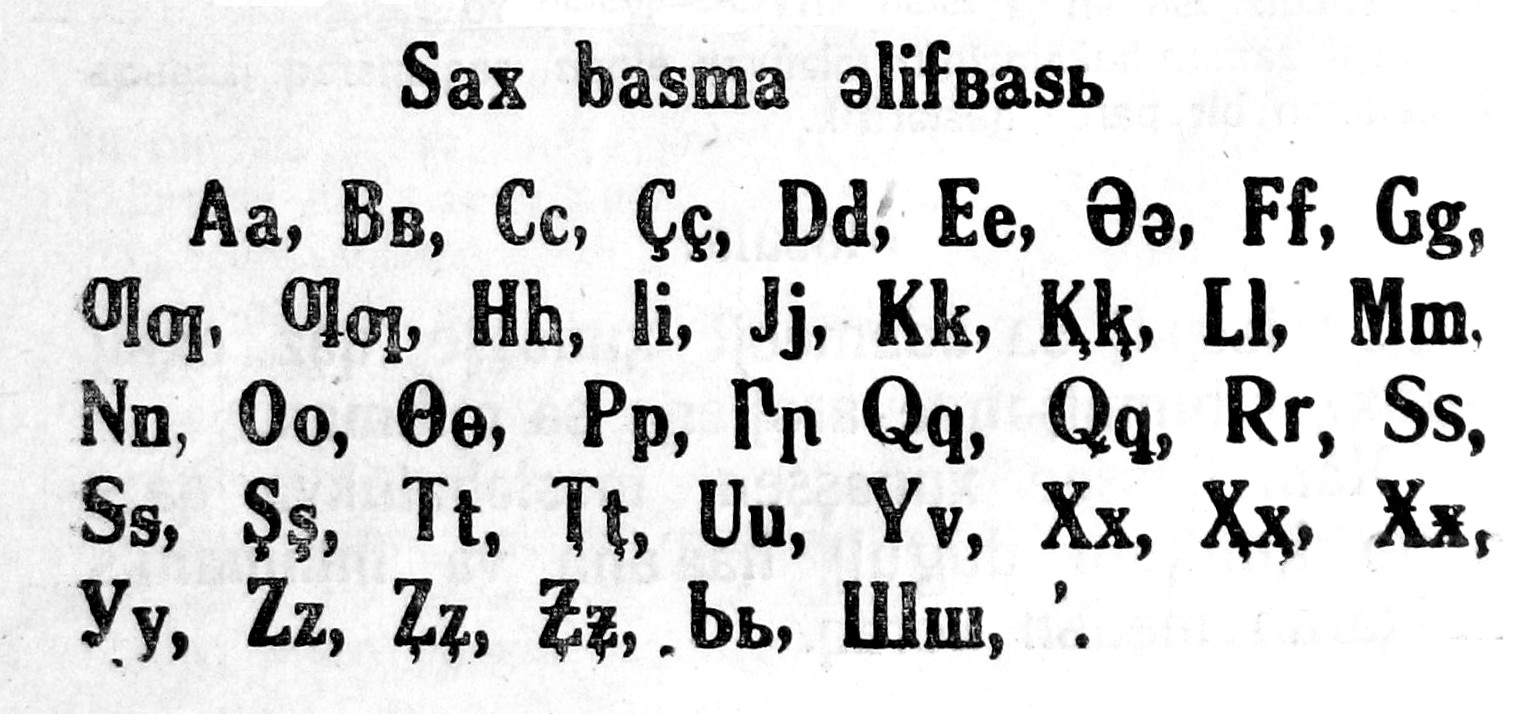
Alphabet tsakhur de 1934.

## Représentations informatiques
Le q barré à travers la descendante peut être représentée avec les caractères Unicode suivants (latin étendu D) :
| formes    | représentations | chaînes de caractères | points de code | descriptions                    |
| --------- | --------------- | --------------------- | -------------- | ------------------------------- |
| capitale  | Ꝗ               | Ꝗ                     | U+A756         | lettre majuscule latine q barré |
| minuscule | ꝗ               | ꝗ                     | U+A757         | lettre minuscule latine q barré |